# Santa Ana Winds FC
Santa Ana Winds FC é uma agremiação esportiva da cidade de Santa Ana, Califórnia.  Atualmente disputa a United Premier Soccer League.

## História
O clube possui esse nome por causa de uma condição meteorológica presente no sul da Califórnia chamado Ventos de Santa Ana. Entre 2006 e 2013 o clube disputou a SoCal Premier League. Em 2018 o clube disputará pela primeira vez a Lamar Hunt U.S. Open Cup.

## Estatísticas

### Participações
|  | Participações em 2018 |

| Competição     | Competição               | Temporadas | Melhor campanha | Estreia | Última | P | R |
| Estados Unidos | Lamar Hunt U.S. Open Cup | 1          | Estreia (2018)  | 2018    | 2018   |   | – |